# Dunkle Opossummaus
Die Dunkle Opossummaus (Caenolestes convelatus) ist eine Art der Eigentlichen Opossummäuse innerhalb der Mausopossums (Caenolestidae). Sie lebt in den nördlichen Anden in Teilen Ecuadors und Kolumbiens.

## Merkmale
Die Dunkle Opossummaus erreicht eine Gesamtlänge von 256 Millimetern bei einer Schwanzlänge von etwa 124 Millimetern, das Gewicht beträgt etwa 40 Gramm. Die ausgewachsenen Männchen sind deutlich größer als die Weibchen. Wie die anderen Arten der Mausopossums ähnelt sie in ihrem Aussehen den Spitzmäusen und besitzt eine lang ausgezogene Schnauze. Die Dunkle Opossummaus unterscheidet sich zudem kaum von der Graubäuchigen Opossummaus (Caenolestes caniventer) und beide haben im Vergleich zur Ecuador-Opossummaus (Caenolestes fuliginosus) ein deutlich dichteres Fell mit bis zu 10 Millimeter langen Haaren, die teilweise weiße Haarspitzen aufweisen. Das Fell ist glänzend und seidig, es ist braunschwarz gefärbt. Von der Graubäuchigen Opossummaus lässt sich die Art nur anhand der vergrößerten Mahlzähne sicher unterscheiden. Wie andere Arten der Mausopossums haben auch Vertreter dieser Art für Beutelsäuger ungewöhnliche Lippenklappen, die wahrscheinlich dafür sorgen, dass die Tiere nicht ungewollt Erde in das Maul bekommen. Die Tiere haben kurze und kräftige Beine mit je fünf Zehen, wobei die mittleren drei Zehen jeweils kürzer als die äußeren Zehen sind.  Der lange Schwanz ist dunkelbraun und kann teilweise als Greifschwanz eingesetzt werden und dabei das Tier beim Klettern unterstützen. Die Oberarmknochen sind sehr kräftig, die Oberschenkelknochen dagegen vergleichsweise schmal.
| 4 | · | 1 | · | 3 | · | 4 | = 46 |
| 3 | · | 1 | · | 3 | · | 4 | = 46 |

Wie andere Arten der Mausopossums besitzt auch diese Art ein für die Familie typisches Gebiss mit vergrößerten unteren mittleren Schneidezähnen, die nach vorn ragen, sowie der reduzierten Anzahl an Schneidezähnen im Vergleich zu anderen Beutelsäugern. Die Arten der Gattung besitzen vier Schneidezähne (Incisivi), einen Eckzahn (Caninus), drei Prämolaren (Praemolares) und zwei Mahlzähne (Molares) in einer Oberkieferhälfte, im Unterkiefer verfügen sie über einen Schneidezahn weniger pro Hälfte. Insgesamt besitzen die Tiere entsprechend 46 Zähne.
Wie andere Beuteltiere haben auch die Mausopossums zwei Uteri und zwei Vaginae, zudem wird angenommen, dass die Anzahl der Eierstöcke der Anzahl der Zitzen entspricht (anders als bei den Opossums). Die Arten der Eigentlichen Opossummäuse besitzen keine Bauchtasche (Beutel); sie haben jedoch vier Zitzen, von denen sich je zwei an den Bauchseiten am Hinterleib befinden.

## Verbreitung

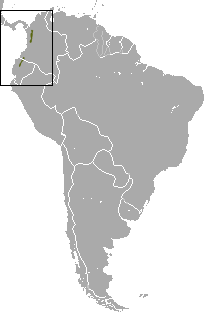
Die Dunkle Opossummaus kommt in zwei voneinander isolierten Gebieten (grün) in den Anden vor.

Die Dunkle Opossummaus kommt in den südamerikanischen Anden in zwei voneinander isolierten Höhenzügen im zentralen und nördlichen Ecuador sowie im Westen Kolumbiens vor. Die Höhenverbreitung der Art liegt in Kolumbien zwischen 1800 und 3800 Metern, in Ecuador zwischen 1100 und 2980 Metern. Ein Einzelnachweis aus einer Höhe von 4100 Metern liegt aus dem östlichen Andenzug Ecuadors vor.
Teile des Verbreitungsgebiets überlappen mit dem der Graubäuchigen Opossummaus (Caenolestes caniventer).

## Lebensweise
Die Dunkle Opossummaus lebt in Wäldern der höheren Lagen der Anden, wobei sie sowohl in Primär- wie auch Sekundärwäldern dokumentiert ist. Sie bevorzugt kühle und feuchte Klimate und legt Kanäle und Pfade unter den Wurzelsystemen der Bäume entlang von Flüssen an.
Die Tiere der Gattung sind Einzelgänger und vor allem in der Nacht aktiv. Sie leben am Boden, sind jedoch auch gute Kletterer. Den Tag verbringen sie in Tunnelbauen unter Baumwurzeln. Sie ernähren sich opportunistisch und sind omnivor. Dabei leben sie vor allem von Insekten, fressen jedoch auch pflanzliche Nahrung, besonders Früchte, und erbeuten auch kleine Wirbeltiere, darunter auch kleine und junge Mäuse. Unter den Insekten erbeuten sie vor allem Käfer, Fliegen, Grillen und Grashüpfer sowie Schmetterlinge und deren Raupen, hinzu kommen Regenwürmer, Hundertfüßer und Spinnen. Die Beute suchen sie in der Vegetation, vor allem in Moospolstern und Laubhaufen. Ihre Beute halten sie beim Fressen mit den Vorderfüßen fest.
Über das Paarungsverhalten der Mausopossums liegen keine Beobachtungen vor, wahrscheinlich haben die Tiere eine Fortpflanzungsphase pro Jahr, die von Februar bis August andauert. Die Weibchen der Gattung und damit auch der Dunklen Opossummaus besitzen allerdings keine Bauchtasche wie andere Beuteltiere. Bei Jungtieren ist eine Bauchfalte ausgebildet, die sich jedoch bis zum Erreichen der Geschlechtsreife zurückbildet.

## Systematik
Die Dunkle Opossummaus wird als eigenständige Art innerhalb der Gattung der Eigentlichen Opossummäuse (Caenolestes) eingeordnet. Die Gattung enthält insgesamt fünf Arten, wobei eine Art (Caenolestes sangay) erst 2013 erstbeschrieben wurde. Die wissenschaftliche Erstbeschreibung der Dunklen Opossummaus stammt von Harold Elmer Anthony aus dem Jahr 1924 anhand eines Individuums aus Las Máquinas in der Provinz Pichincha in Ecuador.
Innerhalb der Art werden zwei Unterarten unterschieden, Caenolestes convelatus convelatus und Caenolestes convelatus barbarensis.

## Bestand, Gefährdung und Schutz
Die Dunkle Opossummaus wird von der International Union for Conservation of Nature and Natural Resources (IUCN) vor allem aufgrund des kleinen, stark fragmentierten Verbreitungsgebietes und der rückläufigen Populationen und der Lebensraumzerstörung als gefährdet (vulnerable) eingestuft. Eine Gefährdung geht vor allem durch die Umwandlung und den damit verbundenen Verlust der Lebensräume in landwirtschaftlich genutzte Flächen und die Abholzung von Waldgebieten aus, wobei die südlichen Verbreitungsgebiete stärker gefährdet sind als die nördlichen.

## Belege
1. 1 2 3 4 5 6 7 8 9  Leila Siciliano: Caenolestes convelatus, blackish shrew opossum. im Animal Diversity Net. Abgerufen am 29. Dezember 2013.
2. 1 2 3 4  Caenolestes convelatus in der Roten Liste gefährdeter Arten der IUCN 2013.2. Eingestellt von: B. Patterson, M. Gomez-Laverde, 2008. Abgerufen am 29. Dezember 2013.
3. ↑   Reed Ojala-Barbour, C. Miguel Pinto, Jorge Brito M., Luis Albuja V., Thomas E. Lee, Jr. and Bruce D. Patterson. 2013. A New Species of Shrew-Opossum (Paucituberculata: Caenolestidae) with A Phylogeny of Extant caenolestids. Journal of Mammalogy. 94 (5): 967–982.  doi:10.1644/13-MAMM-A-018.1
4. 1 2  Don E. Wilson & DeeAnn M. Reeder (Hrsg.): Caenolestes convelatus (Memento vom 31. Dezember 2013 im Internet Archive) in Mammal Species of the World. A Taxonomic and Geographic Reference (3rd ed).